# Lotus 25
Chronologie des modèles (1962-1963-1964-1965-1966-1967)
Lotus 24 Lotus 33
La Lotus 25 est une monoplace de Formule 1 conçue par Colin Chapman et utilisée par le Team Lotus et de nombreuses équipes privées. Elle fut engagée en Grands Prix de 1962 à 1967, glanant 13 victoires, 17 pole positions et 14 meilleurs tours. Le tout par le seul Jim Clark.

## Conception
L'ingénieur Colin Chapman, directeur de Lotus Cars, a conçu pour la saison 1962 une voiture à châssis tubulaire propulsée par le nouveau moteur V8 Coventry Climax FWMV ; la Lotus 24. Parallèlement à ce projet « classique », Chapman prépare une nouvelle technique de construction permettant de réduire le poids de la voiture et d'augmenter la rigidité de l'ensemble moteur-châssis. Le châssis de la Lotus 25, monocoque en aluminium, est trois fois plus rigide que celui de la Lotus 21 avec un poids réduit de moitié. La voiture est longue et étroite et le pilote est assis dans une position allongée, d'où son surnom de « baignoire » Comme sur la 24, les systèmes de suspension avant sont installés à l'intérieur de la carrosserie.
Cette monoplace est souvent présentée comme la première voiture monocoque de l'histoire de la compétition automobile. Ce n'est cependant pas tout à fait exact. Dès 1915 Harry Blood engagea une voiture monocoque en aluminium à Indianapolis. Gabriel Voisin, huit ans plus tard, disputa le Grand Prix de France au volant d'une voiture bénéficiant de la même technologie. En Formule 1, on trouve dès 1955 une voiture semi-monocoque au sein de l'équipe BRM.

## En piste

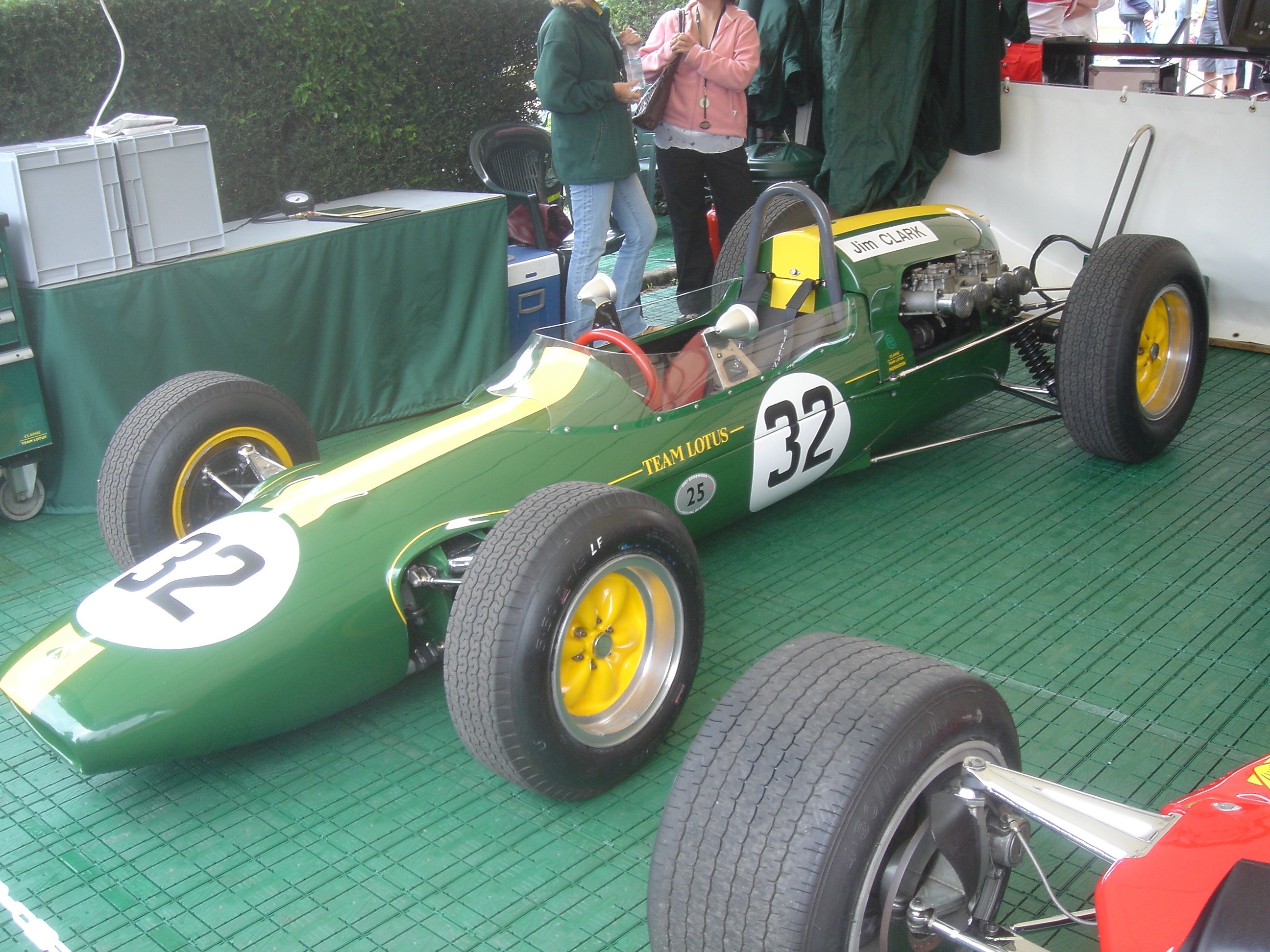
Lotus 25 version 1963, à Goodwood en 2007.

La Lotus 25 est utilisée par le Team Lotus au cours des saisons 1962 et 1963 ainsi que pour le début de la saison 1964. La saison 1962 sera mitigée, la voiture est rapide mais peu fiable (six abandons en treize Grands Prix) mais 30 points sont marqués par Jim Clark avec trois victoires, six pole positions et cinq meilleurs tours. La saison 1963 est celle de la consécration pour le pilote fétiche de l'écurie britannique avec le titre pilote, 54 points, sept victoires, sept pole positions et six meilleurs tours.
Le début de saison 1964 voit Jim Clark continuer sur sa lancée : trois victoires, trois pole positions et deux meilleurs tours en cinq courses. Cependant, la Lotus 33, qui remplace la 25 n'atteint un niveau de fiabilité suffisant qu'en fin de saison et l'Écossais ne termine que troisième du championnat.
En parallèle, l'équipe de Reg Parnell fait courir Chris Amon et Mike Hailwood au volant de Lotus 25 à moteur BRM, sans grand succès (3 points en 9 courses). Ce même schéma est reconduit en 1965, le Team Lotus utilisant encore la 25 ponctuellement pour des gloires locales, quand Reg Parnell poursuit l'exploitation de la voiture, la confiant à Richard Attwood, Innes Ireland, Chris Amon, Mike Hailwood et Tony Maggs, qui marqueront deux maigres points. En 1966, la même structure fait courir Mike Spence et Phil Hill qui marquent 4 points.
Pour son ultime saison, la vieillissante 25 ne permet pas à ses pilotes Piers Courage et Chris Irwin de marquer le moindre point. Sa dernière course en compétition se solde par une inespérée 7e place.

## Palmarès
- Courses disputées : 101
- Victoires : 13
- Pole positions : 16
- Meilleurs tours : 14
- Abandons, disqualifications, non qualifications : 42
- Points : 140